# Немухінські музиканти
«Немухінські музиканти» (рос. «Немухинские музыканты») — радянський художній телефільм 1981 року, знятий ТО «Екран».

## Сюжет
За однойменною казкою В. Каверіна. Про вельми приблизне і нічим непримітне місто Немухін, в якому після приїзду молодої вчительки музики стали відбуватися неймовірно дивні події…

## У ролях
- Олена Аржанік — Варя, вчителька музики
- Костянтин Бердіков — Іван-коваль
- Станіслав Садальський — директор музичної школи
- Наташа Макарова — Зінька
- Анастасія Рапопорт (в титрах — Настя Гладкова) — Таня
- Петя Дегтярьов — Петька
- Іван Рижов — люльковий майстер
- Сергій Яковлєв — дідько
- Вацлав Дворжецький — казкар, нічний сторож Немухіна
- Ірина Мурзаєва — продавчиня квітів
- Єлизавета Ауербах — епізод
- Лариса Кронберг — кіоскерка
- Михайло Бочаров — епізод

## Знімальна група
- Режисерка-постановниця — Марія Муат
- Сценарист — Веніамін Каверін
- Оператори-постановники — Борис Дунаєв, Георгій Криницький
- Композитор — Михайло Меєрович
- Художник-постановник — Юрій Трофімов